# 瑪麗亞·莎卡瑞
瑪麗亞·莎卡瑞（希臘語：Μαρία Σάκκαρη，羅馬化：Maria Sakkari，1995年9月25日—）是希臘女子职业网球运动员，2015年轉職業。她的WTA生涯最高單打排名為第3（2022年3月21日）。
2019年5月4日，於摩洛哥拉巴特舉辦之摩洛哥公開賽贏得生涯首座WTA冠軍。

## 外部連結
- 瑪麗亞·莎卡瑞的国际女子网球协会官方資料（英文）
- 瑪麗亞·莎卡瑞的國際網球總會 職業／青少年 官方資料（英文）
- Fed Cup - Player profile - Maria Sakkari (GRE) （页面存档备份，存于）